# یشیل‌تپه (آماسیه)
یشیل‌تپه (به ترکی استانبولی: Yeşiltepe) یک منطقهٔ مسکونی در ترکیه است که در آماسیه واقع شده‌است.